# قرابة أسرية
القرابة الأسرية هي مجموعة محددة من العلاقات تستخدم في النظم التشريعية أو القوانين لتحديد أي أعضاء الأسرة تتأثر بهذه القواعد. وتتضمن عادة الآباء، والأزواج، والأشقاء، والأطفال. ومن الممكن أن تتضمن آخرين تربطهم علاقات الميلاد، أو التبني، أو الزواج، أو العلاقة المدنية، أو التعايش مثل الأجداد، والأحفاد، والأصهار، الأخوة غير الأشقاء، وزوج الأم/زوجة الأب وأبناء زوج الأم/زوجة الأب، وشركاء السكن.
ويستخدم التعبير قريب في السياق ذاته.
يقر مفهوم «القرابة الأسرية» بأن الشخص يشعر أو قد يشعر بمسؤوليات معينة تجاه أفراد عائلته، وهو ما قد يجعل من الصعب بالنسبة له أن يكون منصفًا تجاه غير أفراد أسرته (وهذا هو سبب رفض العديد من الشركات توظيف أفراد الأسرة الذين تربطهم صلة قرابة قوية بالموظفين الحاليين بها)، أو التي تسمح بامتيازات خاصة للقيام بهذه المسؤوليات (مثل التعويض عن الوفاة، أو الإذن بترك العمل لحضور الجنازة). فتستخدمها سياسات التأمين على السفر لتحديد مجموعة من الأشخاص على أساس حالتهم الصحية قد يحتاج الشخص إلى إلغاء رحلته أو العودة باكرًا. ويستخدم المفهوم أيضًا في قوانين الميراث في بعض البلدان.

## التعريفات
يتباين المعنى الدقيق لمفهوم «القرابة الأسرية»، ويعرف في بعض الأحيان في النظم التشريعية أو القوانين لغرض معين. وهو ما يمكن أن يتغير بمرور الوقت: اقترحت الحكومة الأسكتلندية في عام 2005 تغيير التعريف لأغراض دفع التعويضات بعد الوفاة. فتوسع التعريف من «الزوج، والوالد، وزوجة الأب/زوج الأم، وأبناء زوجة الأب/زوج الأم، والأحماء أو ابن الزوج بالتبني أو أي شخص قبله المتوفى وأصبح في منزلة ابنه» ليشمل «أي شخص قبله المتوفى ليكون بمثابة ابنه، أو أخي المتوفى أو أخته، أو أي شخص تربى في نفس المنزل وقبل بوصفه طفلاً من أطفال العائلة، أو شريك المتوفى من نفس الجنس، أو جد المتوفى أو حفيده.»
وينص قانون ولاية ميسوري من لوائح الولايات، 19 CSR 15-7.021 (18) (H) على: «يعرف الشخص الذي تربطه قرابة أسرية بأنه الوالد؛ أو الشقيق، أو الابن الحقيقي أو بالتبني، أو بالزواج؛ أو الأزواج؛ أو الأجداد؛ أو الأحفاد.»
ويعرف قانون العمل العادل الأسترالي لعام 2009، مادة 12، القرابة الأسرية بأنها تلك التي تجمع "الزوج، أو الشريك بحكم الواقع، أو الابن، أو الوالد، أو الجد، أو الحفيد، أو شقيق الموظف؛ أو ابن الزوج أو شريك الموظف بحكم الواقع، أو والده، أو جده، أو شقيقه" ويشمل تعريف المصطلح (شريك بحكم الواقع) الشريك السابق."
تستخدم إحدى وثائق التأمين على السفر التي تغطي خفض المدة نتيجة لوفاة أو مرض أحد أفراد أسرة مالك وثيقة التأمين تعريفًا واسعًا ولكنه أضاف المتطلبات السكنية: «فمن تجمعه بك قرابة أسرية هو الشريك، و: الوالد، والأبناء، وأبناء الزوج/الزوجة، الأبناء بالتبني/الرعاية، أو الأخوة، أو الأخوات، أو العمات، أو الأعمام، أو أبناء الأعمام، وأبناء الأخوة والأخوات، أو الأحفاد، أو أجدادك أنت أو شريكك الذي يعيش معك في نفس البلد.» و«الشريك هو الزوج أو أي شخص من الجنس الآخر تجمعك به علاقة دائمة ويعيش معك دائمًا في نفس المنزل.»

## الوصية والميراث
في الولايات المتحدة، توجد قواعد وحقوق لأفراد الأسرة في أعقاب وفاة أحد أفرادها. فإذا ذكرت الوصية اسم أحد أفراد الأسرة غير المباشرين حتى يكون منفذًا للوصية، فإن هذا الشخص لا يمكنه «الاضطلاع بأي دور رسمي في هذه الأمور». وحتى إذا لم يكن الشخص شريكًا في الملكية، إذا كان أحد أفراد الأسرة المباشرين فسيسمح له البنك على الأرجح بالوصول إلى صندوق إيداع المتوفى. بعض الولايات التي تفرض قوانين عدم النزاع لا تفرضها على أفراد الأسرة المباشرين. وفي بعض الولايات، قد يتلقى أعضاء الأسرة المباشرون إعانة عائلية - وهو مبلغ من المال تأمر المحكمة بدفعه لهم من أموال الولاية لتقديم العون لهم على أعباء الحياة. كما قد يحق لهم الحصول على بدل المنزل - نصيب في منزل العائلة. وفي العديد من الولايات، من الممكن تقديم أثاث المنزل (ذو المعنى العاطفي وليس باهظ الثمن) إلى أفراد الأسرة المباشرين دون إثبات صحة الوصية.
وفي فرنسا، يكون المستفيدون دائمًا هم أفراد الأسرة المباشرين.
وبوجه عام، يترك التوزيع على أفراد الأسرة المباشرين للزوج ثلث أو نصف الممتلكات والباقي للذرية. جرت العادة على أن يترك العقار بأكمله لأحد أفراد الأسرة المقربين أو قريب آخر، وبالتالي «الحفاظ على الأسرة كوحدة اجتماعية كبيرة». وتتم الوصية لأشخاص آخرين أو مؤسسات في حالات الثروة الضخمة أو غياب أفراد الأسرة المباشرين. وفي حالة غياب أفراد الأسرة المباشرين، يكون للموصي الحرية في الابتعاد عن التوزيع المعتاد للملكية والثروة.

## القوى العاملة
لا توظف الشركة في بعض الحالات أحد أفراد الأسرة الذين تربطهم قرابة أسرية بالموظفين الحاليين للشركة. فيتيح الغياب «المسموح به» نتيجة لوفاة أحد أفراد الأسرة المباشرين، في بعض الأحيان، للموظف استحقاقه لمكافأة المواظبة. وفي هذه الحالات، فإن الشركة التي ينتمي إليها الموظف سوف تدرك أهمية الغياب وسوف تمنحه، على سبيل المثال، 3 أيام إجازة من أيام العمل الرسمية بدءًا من يوم الوفاة وحتى اليوم الذي يلي الدفن. يمكن للموظفين بدوام كامل أن يتقدموا بطلب للحصول على إجازة الوفاة، وموظفي الدوام الجزئي أو المؤقت للحصول على إجازة بدون مرتب.

## الاستقلال
تحدد القواعد أن الشخص لا يمكنه أن يشغل منصبًا معينًا إذا لم يكن يتوفر فيه، «أو أي فرد من أفراد العائلة المباشرين» معايير معينة. فيجب أن يتمتع مدير بورصة نيويورك، مثلاً، بالاستقلال: لم يكن هو أو أي من أفراد عائلته
يشغل منصب مسؤول تنفيذي للشركة خلال السنوات الثلاث الماضية، يتلقى أكثر من 100.000 دولار أمريكي في تعويض مباشر من الشركة خلال السنوات الثلاث الماضية، أو شغل منصبًا تنفيذيًا في شركة أخرى خلال الثلاث سنوات الماضية.

## في الإسلام
في المادتين 23-30 من قانون الوقف المصري لعام 1946، تقدم أحد الإصلاحات «استحقاقات إلزامية» لأفراد الأسرة المباشرين. وهو ما يتيح «للشخص أن يقدم مخصصات إضافية لأفراد أسرته المباشرين». كما أن الوصية لأفراد أسرته ممكنة في الثلث. ويهدف القانون المصري للوقف إلى «حماية حقوق أسرة المؤسس وإلى أن يجعل قانون الوقف أكثر اتساقًا مع الإصلاحات في قوانين المواريث». مررت مصر قانون إصلاح يتيح للشخص الوصية بثلث أرضه إلى وريث من أفراد عائلته المباشرين، ولكن لم يصدر مثل هذا القانون في باكستان.